# Kaduna (delstat)
Kaduna är en delstat i centrala Nigeria. Den bildades 1967 under namnet North-Central State, vilket ändrades till nuvarande namn 1976. En del av delstaten bröts 1987 ut och bildade Katsina. Delstaten har drygt sex miljoner invånare, varav de flesta tillhör de muslimska hausa- och fulanifolken.
I Kaduna finns stora savannområden. Floden Kaduna, en biflod till Niger, rinner genom delstaten i en båge från öst till väst. Här odlas bomull och jordnötter för export, men även sheanötter, ingefära, lök och sojabönor, hirs och sorghum. Man håller även boskap, tamhöns och tamfår. Hudar och skinn bearbetas för export. Delstaten har en omfattande industri, i huvudsak koncentrerad till huvudstaden Kaduna.